# FT Island
Gli FT Island (에프티 아일랜드?, Epeuti AillaendeuLR, エフティー・アイランド?, acronimo di "Five Treasure Island") sono un gruppo musicale pop rock sudcoreano, formatosi a Seul nel 2007.

## Storia
Il gruppo è composto da Lee Hong-ki, Lee Jae-jin, Choi Min-hwan e Song Seung-hyun, con quest'ultimo che ha sostituito Oh Won-bin nel 2009.
L'album di debutto Cheerful Sensibility è stato tra i più venduti del 2007. La loro canzone più conosciuta tratta da questo disco è Lovesick.
Nel 2008 il gruppo ha esordito anche in Giappone. Negli anni successivi la band si è fatta conoscere anche in Thailandia, Taiwan, Filippine, Singapore e in altri paesi asiatici.

## Formazione

### Formazione attuale
- Lee Hong-ki (이홍기?; Seul, 2 marzo 1990) - voce (2007-)
- Lee Jae-jin (이재진?; Cheongju, 17 dicembre 1990) - basso, voce (2007-)
- Song Seung-hyun (송승현?; Seul, 21 agosto 1991) - chitarra, voce (2007-)
- Choi Min-hwan (최민환?; Seul, 11 novembre 1992) - batteria (2007-)

### Ex componenti
- Oh Won-bin (오원빈?; Incheon, 26 marzo 1990) - chitarra (2007-2009)
- Choi Jong-hoon (최종훈?; Seul, 7 marzo 1990) - voce, chitarra, tastiera (2007-2019)

## Discografia

### Album in studio
- 2007 – Cheerful Sensibility
- 2008 – Colorful Sensibility
- 2008 – Colorful Sensibility Part 2
- 2009 – Cross & Change
- 2012 – Five Treasure Box
- 2015 – I Will
- 2016 – Where's the Truth?
- 2017 – Over 10 Years

### EP
- 2009 – Jump Up
- 2010 – Beautiful Journey
- 2011 – Return
- 2011 – Memory in FTIsland
- 2012 – Grown-Up
- 2013 – Thanks to
- 2013 – The Mood
- 2018 – What If
- 2019 – Zapping

### Discografia giapponese

#### Album in studio
- 2009 – So Long, Au Revoir
- 2011 – Five Treasure Island
- 2012 – 20 (Twenty)
- 2013 – Rated-FT
- 2014 – New Page
- 2015 – 5.....Go
- 2016 – N.W.U
- 2017 – United Shadows
- 2018 – Planet Bonds
- 2019 – Everlasting

#### EP
- 2008 – Prologue of FT Island: Soyogi